# 하치조촌 (효고현)
하치조촌(八条村)은 효고현 기노사키군에 있던 촌이다. 현재의 히메지시에 해당한다.

## 역사
- 1889년 4월 1일 - 정촌제 시행에 의해 7개 촌의 구역을 가지고 성립하였다.
- 1933년 4월 1일 - 도요오카정에 편입해, 동일 하치조촌은 폐지되었다.

## 교통

### 철도
촌역에 철도성 산요본선]이 통과하지만 역은 소재하지 않았다.

## 참고문헌
- 가도카와 일본지명 대사전 28권 효고현